# Mont Saint-Michel
Le Mont-Saint-Michel este o comună franceză situată în departamentul Manche, în Normandia. Numele său provine de la insula stâncoasă dedicată sfântului Mihail, pe care se află astăzi abația Mont-Saint-Michel.
Le Mont-Saint-Michel este o stâncă granitică (78 m înălțime) în Golful Saint-Malo (NV Franței) din Marea Mânecii, unde se manifestă cel mai reprezentativ fenomen de flux și reflux: în timpul fluxului este insulă, comunicația cu teritoriul continental fiind întreruptă, iar în timpul refluxului devine peninsulă, o limbă de nisip ieșind de sub ape.
Stânca este ocupată de un sat (41 locuitori) și o mănăstire fortificată (ridicată începând cu secolul al VIII-lea, până prin secolele al XII-lea - al XIV-lea). A jucat un rol important în istoria Franței, fiind singurul loc care nu a putut fi cucerit de armatele engleze în timpul „Războiului de 100 de ani”. În prezent, constituie unul din locurile cele mai vizitate din Franța, (cu 3.200.000 de vizitatori anual). O șosea pietruită asigură, în ultima vreme, legătura permanentă cu țărmul Bretaniei. 

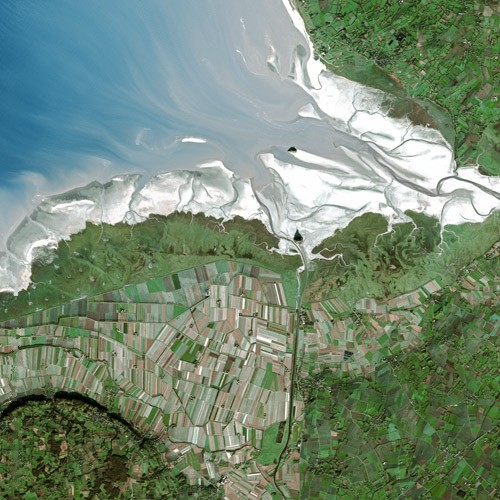
Vedere din satelit a Golfului Saint-Malo cu Mont Saint-Michel

Din anul 1979, Mont Saint-Michel se află pe lista patrimoniului mondial cultural UNESCO.

## Istorie

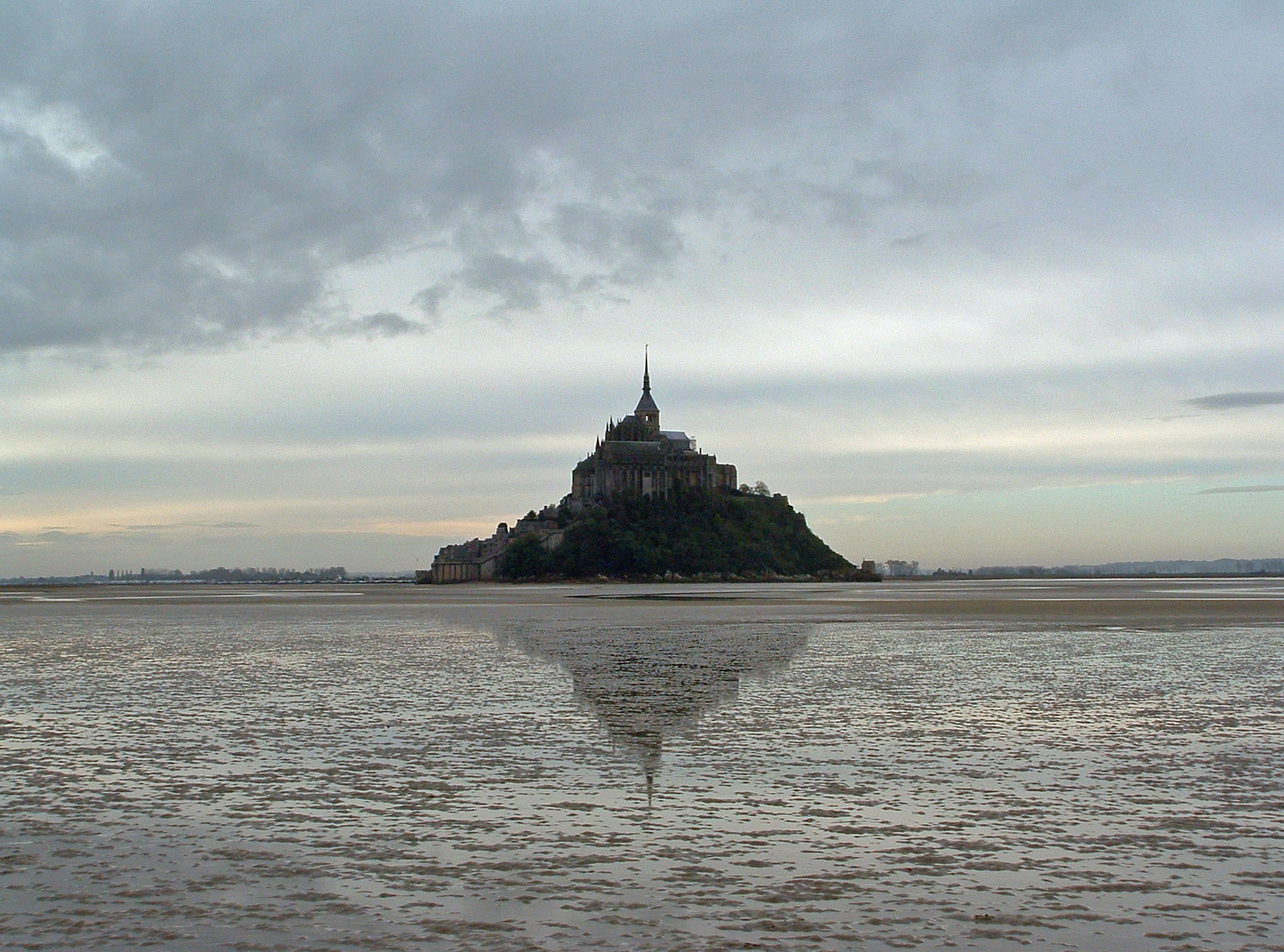
Mont Saint-Michel, văzut dinspre golf, în timpul refluxului

„Minune a Occidentului”, așezată la limita dintre Bretania și Normandia, această mică insulă de granit are perimetrul de 900 de metri.

### Vremeadruizilor
Se cunoaște că unele triburi celtice ocupau împrejurimile muntelui Saint-Michel. Potrivit abatelui Gil Deric, un istoric breton din secolul al XVIII-lea, insula stâncoasă a fost consacrată de cultele druidice lui Belenus (Belenus fiind zeul gal al soarelui), sub numele de „Ma vel Tombe Beneni”, adică Muntele sau Mormântul lui Belenus. Exista pe munte un megalit, în jurul căruia galii au plasat un cimitir.

### Vremea romanilor
Ca peste tot în teritoriile cucerite de Imperiul Roman, venirea aici a administrației romane a condus la construirea unor noi drumuri. Unul dintre acestea, care lega Dol de Fanafmers (Saint-Pair) și trecea la vest de Mons Belenus, din cauza avansării mării a trebuit să fie mutat spre est și a sfârșit prin a fi înghițit de apele mării, împreună cu drumul care trecea prin Avranches.

### Începutul

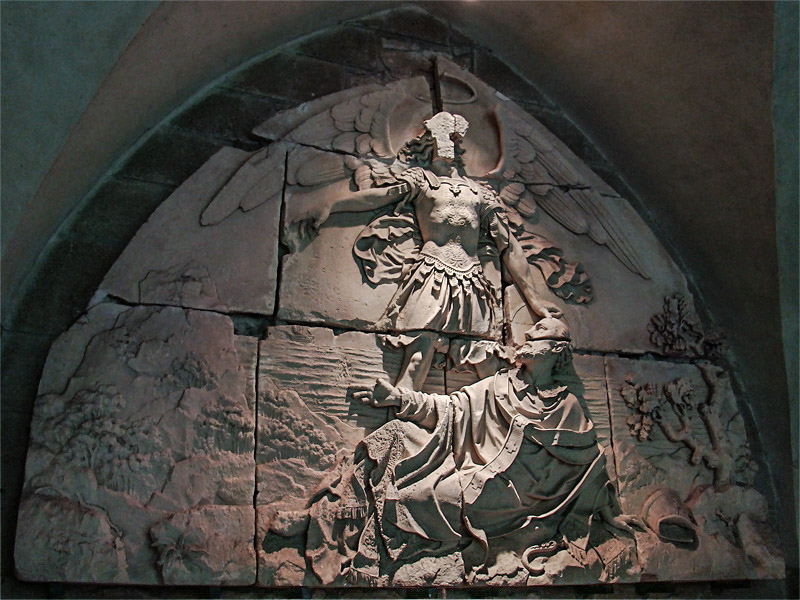
Visul Sfântului Aubert

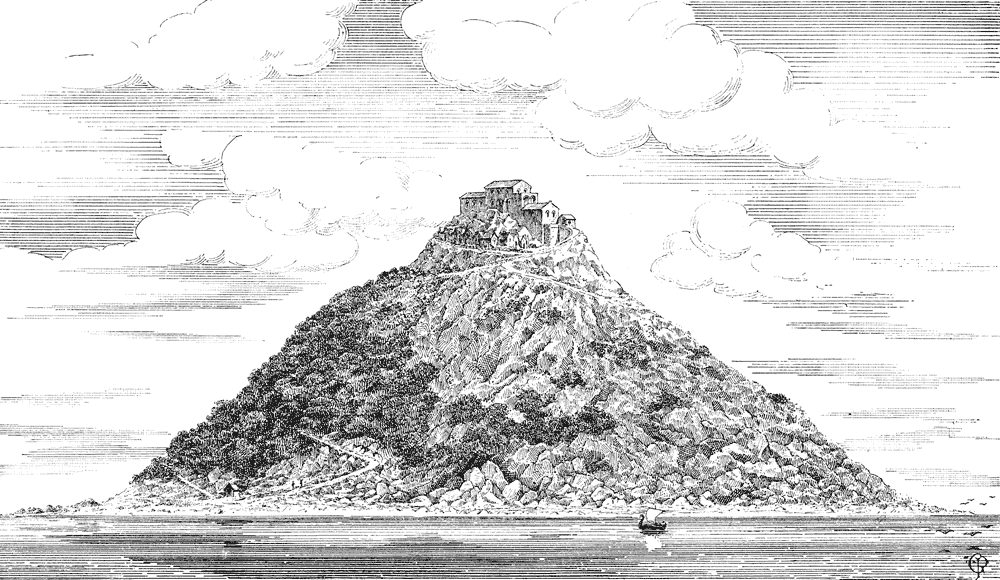
Vedere a Mont Saint-Michel, la sfârșitul secolului al X-lea, de Paul Gout (1910)

Legenda Muntelui spune că într-o noapte de octombrie a anului 708, episcopul Aubert de la Avranches dormea un somn frământat de vise. Ca și în nopțile trecute, Sfântul Arhanghel Mihail i-a apărut în vis, poruncindu-i să îi construiască un sanctuar, pe vechiul munte Tombe, în mijlocul golfului. Și, pentru ca episcopul să nu mai uite, cum o mai făcuse, Arhanghelul și-a pus degetul de lumină pe capul episcopului Aubert, marcându-l pentru totdeauna.
În zorii secolului al VIII-lea, muntele Tombe era o ridicătură  rotunjită de granit, înaltă de 78 de metri, în mijlocul unui golf adânc, al cărui profil nu are cu nimic de-a face cu contururile de azi, deoarece aici pământul a câștigat peste tot în lupta cu marea. În vârful ridicăturii de granit se afla așezată o piatră destul de mare, despre care se spune că ar fi fost înfiptă în pământ de către Satan. Nimeni nu putea să scoată această piatră, pentru începerea construcției sanctuarului. În cele din urmă, copilașul Bain, cel de-al doisprezecelea fiu al unuia din lucrători, puternic prin nevinovăția sa, reușește ceea ce toți ceilalți eșuaseră, tot așa cum Arthur, viitor rege legendar al Bretaniei, încă adolescent, reușise să smulgă spada Excalibur din stânca în care fusese înfiptă. Numele Sfântului Mihail, substantivare a unui strigăt, devine strigăt de luptă al cavaleriei. Roland, unul dintre cavalerii lui Carol cel Mare, îl invocă fără încetare în luptele contra sarazinilor. Dar Sfântul Arhanghel mai are încă un rol: cântărește sufletele în ziua Judecății de Apoi.
Legendele apar curând după instalarea Benedictinilor în mănăstire. Ele consacră definitiv Muntele în ierarhia sanctuarelor. 

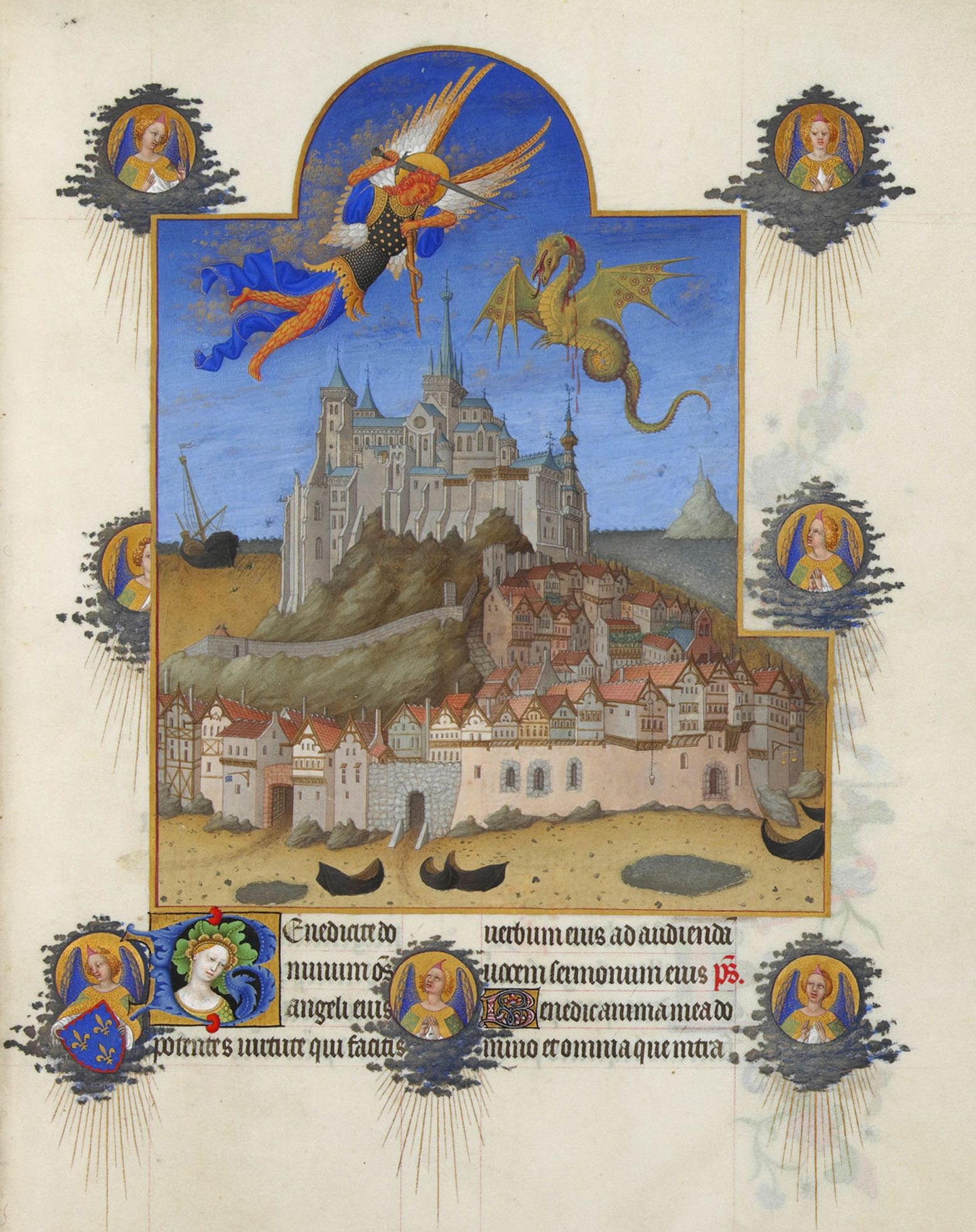
Arhanghelul Mihail învingător în lupta cu șarpele monstruos din Irlanda

Legenda șarpelui din Irlanda i-a asigurat Muntelui un renume internațional. Un șarpe monstruos pustia regiunea. Armele regelui Elgar, rugăciunile arhiepiscopului Ivor rămân neputincioase. S-a luat hotărârea unui atac în masă contra balaurului, dar când cavalerii au sosit la fața locului, monstrul era deja mort. L-au ars și i-au împrăștiat cenușa, în care Ivor a distins două obiecte insolite: un scut de lemn de cedru și de piele întărită, precum și o spadă de oțel, foarte scurtă, încă pătată de sângele monstrului. Scutul și spada erau de dimensiuni curioase, adevărate jucării de copil. Noaptea următoare, Ivor l-a văzut pe Sfântul Mihail în vis, iar acesta i-a poruncit ca aceste relicve să fie duse la sanctuarul său preferat, fără nici o altă precizare. Cei doi călugări, însărcinați să ducă armele sfinte, au luat drumul Italiei, crezând că la Gargano, cunoscut sub numele de Monte Sant’Angelo, este sanctuarul preferat al Arhanghelului Mihail. Dar în fiecare zi, orice drum ar fi luat, ei ajungeau spre soare-apune. Disperați că nu reușesc să ajungă în Italia, ei s-au rugat Arhanghelului Mihail: acesta le-a apărut și i-a informat că locul său preferat pe pământ este acum muntele Tombe. Tradiția fixează la 16 octombrie 708 sfințirea locului noului sanctuar în vârful muntelui Tombe. Episcopul Aubert organizează viața religioasă în Munte, instalează acolo doisprezece călugări care trebuie să persevereze, cu reguli precise, în serviciul preafericitului Arhanghel. Trimiși de episcop, acești călugări au format prima comunitate instalată și organizată vreodată în Munte. Prin revelație, Aubert a fost înștiințat de Arhanghel de existența unei surse de apă potabilă, apoi a ridicat o capelă dedicată Sfântului Petru, unde, mai târziu, va fi înhumat, conform tradiției medievale. Muntele se numește încă Tombe. Miracolele nu au întârziat să apară. Un pelerin orb, sosit acolo, a exclamat: Ce frumos este să vezi! Muntele și-a luat definitiv numele actual pe la sfârșitul secolului al X-lea. Rând pe rând, au apărut noi construcții, Muntele căpătând o înfățișare din ce în ce mai apropiată de cea actuală. Trebuie să ne imaginăm amploarea acestor lucrări: blocurile de granit trebuiau aduse pe corăbii din insulele Chausey, în ritmul mareelor. Odată aduse, tăietorii de piatră le-au fasonat în blocuri definitive și și-au înscris pe ele, pentru a-și primi simbria, semnele lor, pe care le putem citi încă. Aceste blocuri grele de piatră erau apoi urcate în vârf și așezate la locul potrivit.

### William Cuceritorul
În 1066, William, ducele Normandiei, pornește expediția de cucerire a Angliei, pe care vărul său Eduard i-o lăsase moștenire. Soția sa Mathilde a reprezentat pe o tapiserie Muntele Saint-Michel, unde trupele normande ale lui William au mers, în pelerinaj, spre a cere ajutorul divin, înainte de a trece Marea Mânecii. Tapiseria poate fi și astăzi admirată la Bayeux, în muzeul special organizat pentru prezentarea tapiseriei. La organizarea expediției, Mănăstirea l-a ajutat pe William cu șase corăbii.

### Vremea pelerinilor

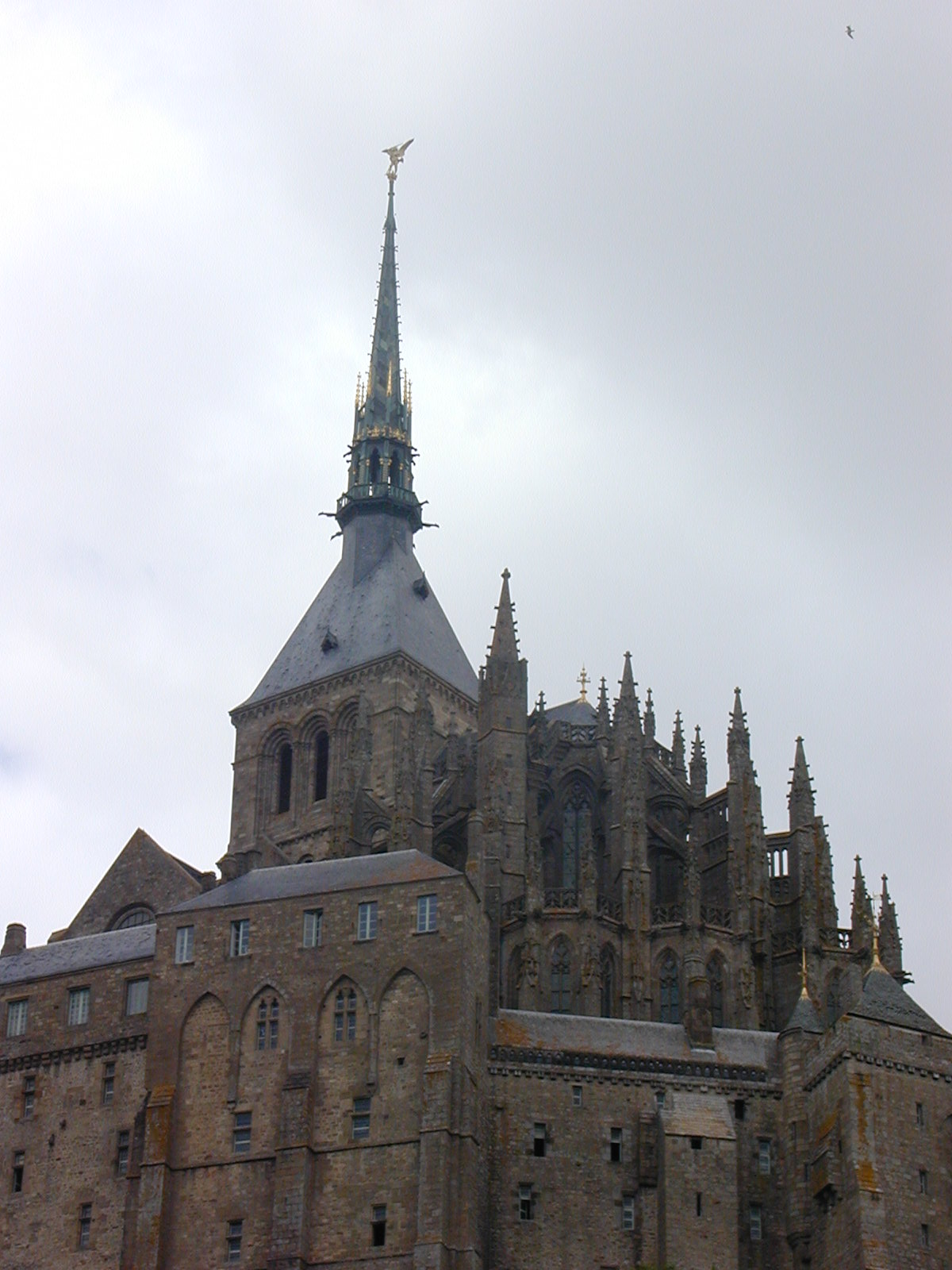
Mont Saint-Michel, detalii

Alături de marile pelerinaje la Ierusalim, la Roma, ori la Santiago de Compostela din Spania, Muntele Saint-Michel își are locul său binecunoscut. Foarte curând, frumusețea construcțiilor sale, ridicate spre gloria lui Dumnezeu, atrage pelerinii, care prin darurile lor concură la ridicarea de noi construcții, mereu mai mărețe. Construirea corului în stil gotic este caracteristică acestor acte de credință.
Cronicile Muntelui semnalează, în sfârșit, pelerinaje ale „ciobănașilor”, bande de copii care își părăsesc familiile pentru a merge la Arhanghel. Primul din aceste pelerinaje este consemnat în anul 1333. Totuși, aceste pelerinaje erau foarte rare, și nu se știe precis ce îi motiva pe copii să le facă.

### Decăderea
La 14 iulie 1789, are loc căderea Bastiliei. În 1790, revoluționarii ocupă Bastilia mărilor, transferă la Avranches, unde se află și în prezent, prețioasele manuscrise cu miniaturi, create de călugării de altădată și transformă Muntele în închisoare destinată preoților refractari la exigențele noului regim ateu. A urmat Imperiul, care a făcut din Munte o închisoare permanentă, începând cu 1811, apoi Restaurația, care se joacă aici de-a continuitatea, i-a dat Muntelui numele de Casă de Forță și de Corecție. Și astfel, timp de patruzeci și șapte de ani, paisprezece mii de deținuți au viețuit și au murit pe acolo. Au existat totuși deținuți care au reușit să evadeze. Un tânăr deținut, pictor, pe nume Colombat, izbutește într-o noapte să se strecoare pe lângă ziduri și să ajungă în insula Jersey, locul tradițional de exil al refugiaților politici francezi. Abia în luna octombrie a anului 1863, Napoleon al III-lea a desființat această închisoare.

### Vremea turiștilor

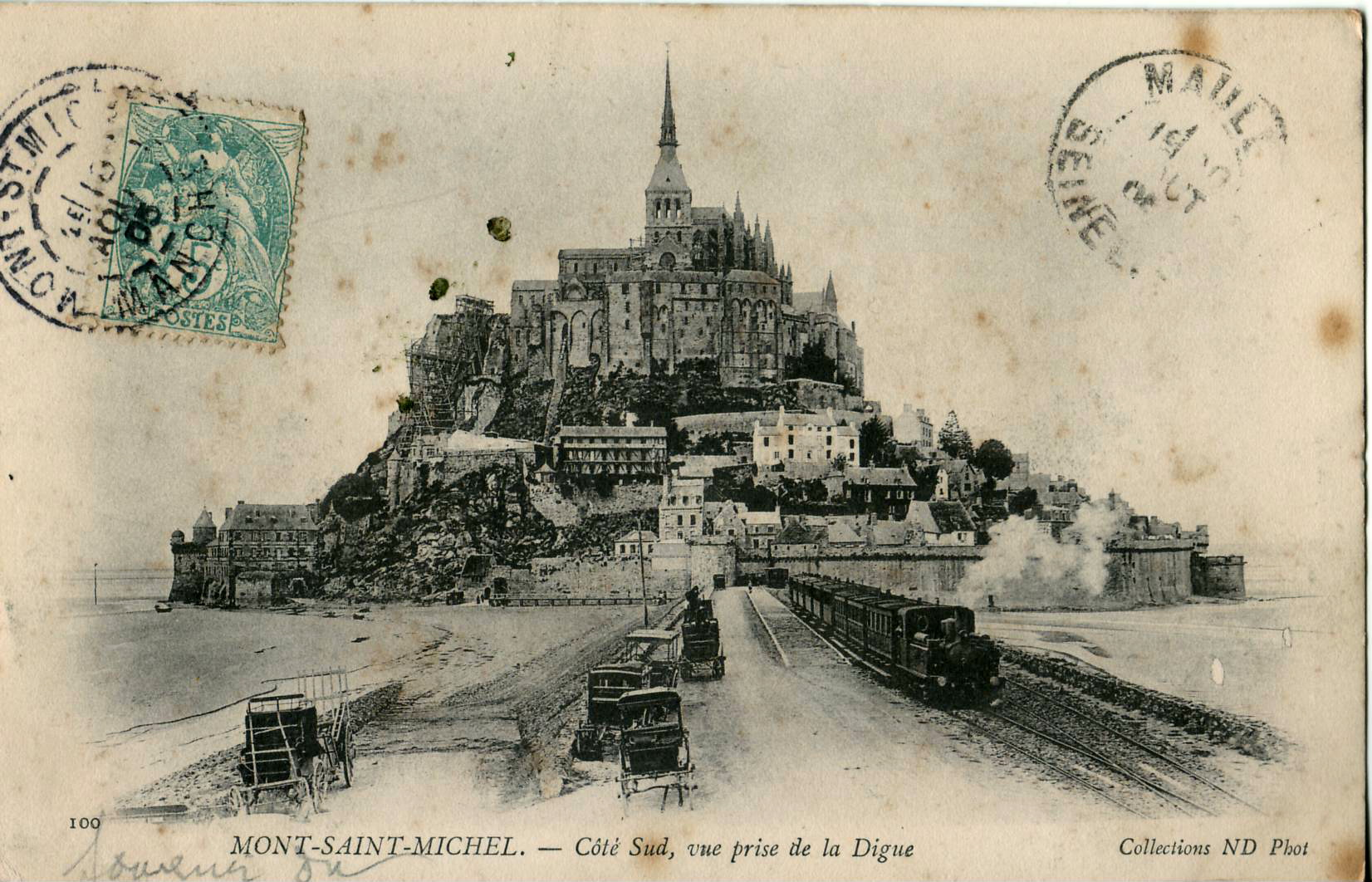
Cale ferată amenajată la începutul secolului al XX-lea pentru a deservi Muntele.

Deja din secolul al XIX-lea, autori, așa cum a fost Guy de Maupassant, și pictori romantici veneau la Munte, pentru a se bucura de farmecul său unic și de calitățile sale pitorești. Secolul al XIX-lea a ezitat, în fața monumentelor, între două atitudini. În timp ce romanticii gustau straniul, monstruosul, iar Victor Hugo era foarte sensibil la aspectul compozit al Muntelui, oamenii aflați la Administrația Monumentelor Istorice au preferat construcțiile fidele, în întregime, unui stil unic. 
La sfârșitul secolului al XIX-lea, au fost fondate mai multe hoteluri pe Munte. 
La 6 august 1897, se instalează, în vârful săgeții de 32 de metri a bisericii mănăstirii, la 150 de metri deasupra nivelului mării, statuia de cupru a Sfântului Arhanghel Mihail. La mai puțin de un secol, la 4 octombrie 1987, după reparații și aurire, s-a reașezat statuia Arhanghelului, de data aceasta, cu ajutorul elicopterului. Din 1965, Benedictinii s-au reinstalat în Munte, fără ca abația, ca realitate autonomă, să fie reconstituită. În prezent, pe Munte se află Fraternitatea Monastică de la Ierusalim (Abația Mont-Saint-Michel). În 1368, confreria Sfântului Iacob declara că primise 15.570 de pelerini la Mont Saint-Michel. Astăzi, Muntele primește trei milioane două sute de mii de vizitatori, în fiecare an.
În 1874, statul francez a lansat realizarea unui dig neinundabil, destinat ușurării accesului la Munte. Dar aceste lucrări au dăunat sitului din cauza acumulării nisipului. Pericolul ca Muntele să nu mai rămână o insulă era din ce în ce mai mare. Iată ce scria poetul Victor Hugo, cu puțin înainte de moarte: „Muntele Saint-Michel este pentru Franța ceea ce Marea Piramidă este pentru Egipt. Trebuie să-l protejăm de orice mutilare. Trebuie ca Muntele Saint-Michel să rămână o insulă. Trebuie protejată cu orice preț această dublă operă a naturii și a artei”.
În a doua jumătate  a secolului al XX-lea, transformarea sitului într-un loc de vizită de rang mondiala făcut mica localitate normandă una dintre primele destinații turistice ale Franței. 
Frecventarea sitului și a abației este concentrată în timp. Ea este mai puternică în perioada estivală și în unele sfârșituri de săptămână de primăvară, care concentrează circa o treime din vizitatorii veniți la Mont Saint-Michel, cu o medie zilnică care se apropie de 12.000 de vizitatori și cu vârfuri care depășesc 16.000 de vizitatori pe zi, cu un flux de vizitatori din ce în ce mai mic pe măsură ce crește altitudinea (doar o treime din vizitatori urcă până la abație). Timpul mediu de vizitare este de 2 până la 3 ore. „În cursul unei zile, între orele 11 și 16 densitatea vizitatorilor este cea mai mare”.
În anii 1983-1984, pentru protejarea insularității Muntelui, a fost distrus digul Roche-Torin (președintele François Mitterrand a scos, în mod simbolic, prima piatră din dig), dar încă este greu de calculat efectele acestei suprimări.
Muntele cunoaște un declin de frecventare la începutul secolului al XXI-lea, trecând de la 3,5 milioane de vizitatori pe an la 2,2 milioane în 2013. Situl suferă în fapt de noile condiții de deservire ale peninsulei și de reaua reputație  privitoare la prestațiile scumpe, dar mediocre.
După 22 iulie 2014, vizitatorii pot ajunge pe Munte folosind noile lucrări de acces create de arhitectul Dietmar Feichtinger care a câștigat concursul proiect Saint-Michel. Un nou dig și o pasarelă pe piloți, care lasă să treacă apa pe dedesubt, deservesc de atunci încoace insula. Totuși, declinul turistic continuă, îndeosebi din cauza tarifelor de staționare crescute, a traversării pe jos, care ia 50 de minute, sau a navetelor care nu efectuează decât o parte din parcurs.

#### Impresii de călătorie

Mont-Saint-Michel, parcarea vehiculelor

Călătorului care dorește să viziteze Mont Saint-Michel venind cu automobilul, acesta îi apare la început ca o mică piramidă stâncoasă înconjurată de o întindere netedă nesfârșită. Pe măsură ce te apropii, deslușești din ce în ce mai multe detalii. Ajungi pe șoseaua care duce direct spre Munte și îți parchezi automobilul. Anunțurile de pe panourile de la intrare te avertizează că fluxul va începe la ora cutare, dar te liniștesc comunicându-ți că automobilele, parcate corespunzător, nu vor fi în pericol să fie înghițite de ape.

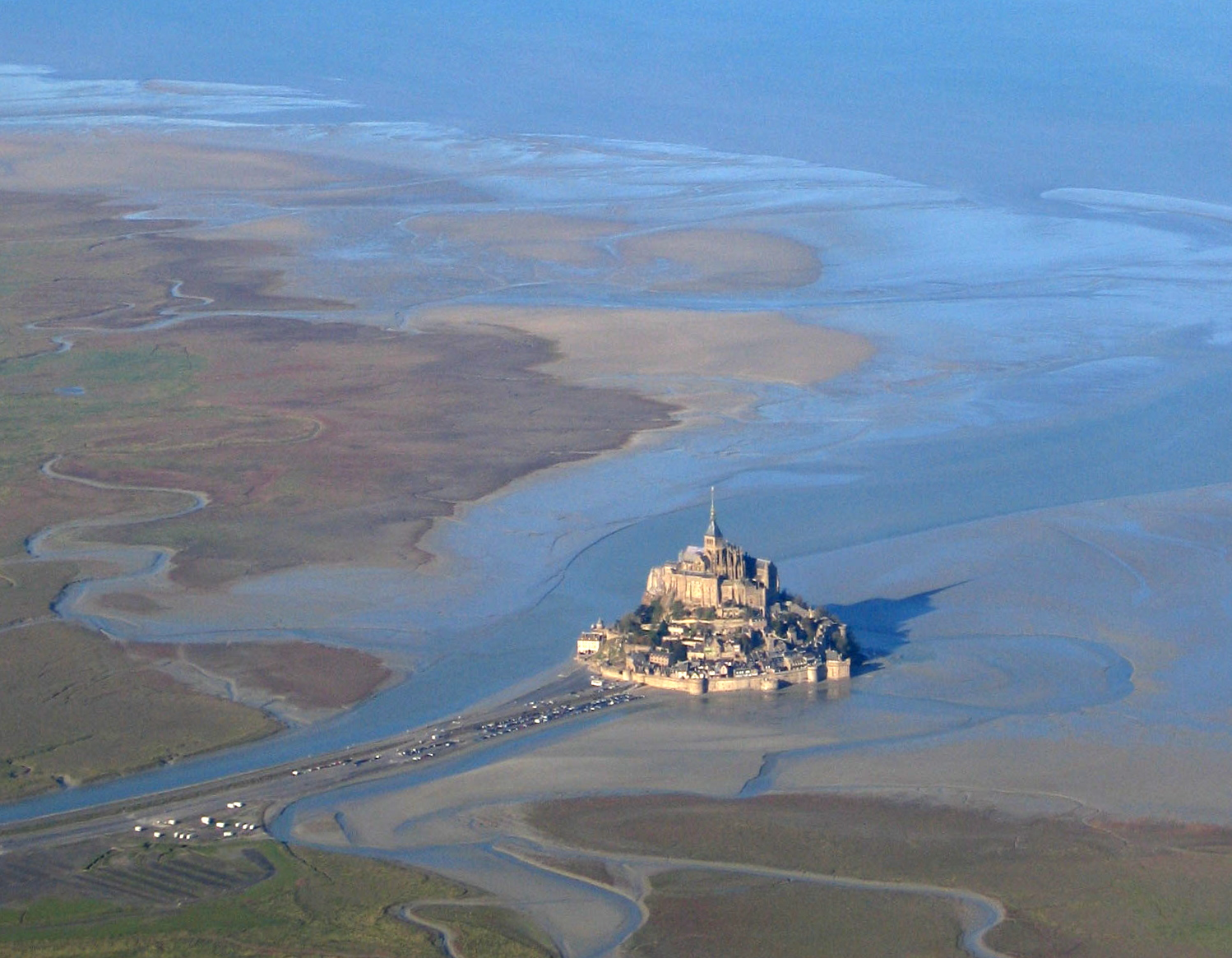
Vedere aeriană a Mont Saint-Michel

Există mai multe proiecte vizând protejarea insularității Muntelui, printre care înlocuirea părții terminale a digului printr-un pod sau printr-un tunel. Dar ce se va întâmpla cu parcăriile, de la piciorul Muntelui, unde se îngrămădesc miile de automobile și de autocare? Turiștii vor avea, oare, credința vechilor pelerini să parcurgă, pe jos, ultimii 300 de metri?
Mareele, în zona Muntelui Saint-Michel, sunt deosebit de spectaculoase, printre cele mai puternice din Europa, având amplitudinea de până la 15 metri. La echinocții, în timpul refluxului, marea se retrage până la cincisprezece, chiar optsprezece kilometri, iar fluxul este printre cele mai înalte din lume. La reflux, în ciuda avertismentelor, unii oameni se aventurează pe nisipul rămas ud, se îndepărtează de țărm pentru a pescui, în micile bălți rămase în urma retragerii mării, fructe de mare sau pești. Dar timpul trece pe nesimțite, iar unii dintre ei sunt surprinși, departe de țărm, de revenirea fluxului și de multe ori pier înghițiți de ape. Victor Hugo spunea că apele fluxului vin dinspre larg cu viteza unui cal în galop, lucru puțin cam exagerat, după părerea multora. La ora anunțată, uriașe mase de apă se revarsă dinspre larg, cu o viteză nemaiîntâlnită peste marile întinderi de nisip încă umed, rămase în urma refluxului. Începe fluxul... Este un spectacol impresionant și de neuitat al naturii!

## Lista abaților
- 991-1009 : Maynard II
- 1009-1017 : Hildebert I
- 1017-1023 : Hildebert II
- 1025-1051 : Almod
- 1051-1055 : Théodoric
- 1055-1048 : Suppo

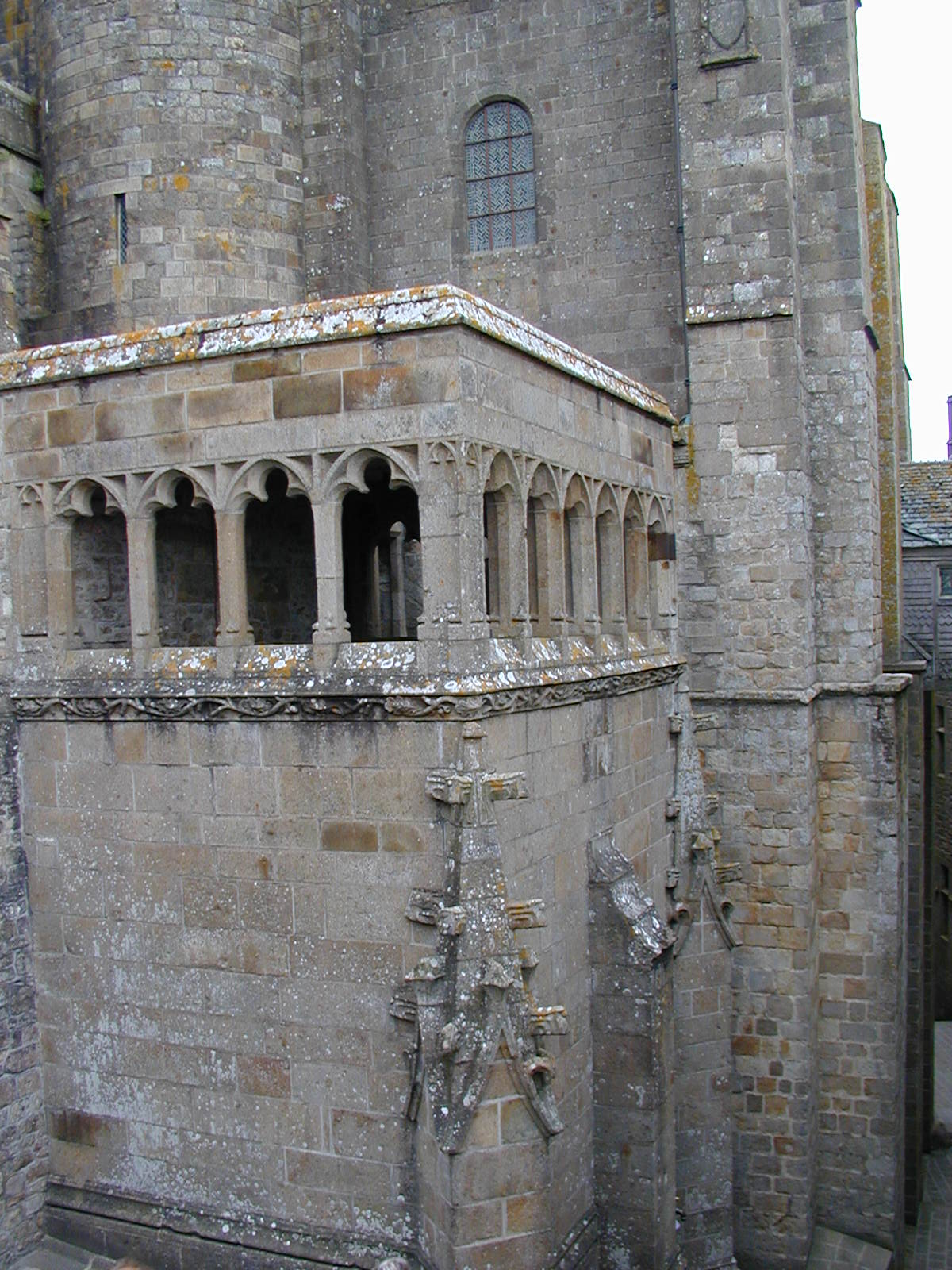
Mont Saint-Michel, detalii

Mont-Saint-Michel

- 1048-1058/60 : Radulphe sau Raoul de Beaumont
- 1060/65-1084 : Ranulphe sau Renaut de Bayeux
- 1085-1102 : Roger I
- 1106-1122 : Roger II
- 1125-1131 : Richad de Mère
- 1131-1149 : Bernard sau Bec
- 1149-1150 : Geoffroy
- 1151-1153 : Richard de la Mouche, Robert Hardy
- 1154-1186 : Robert de Torigni
- 1186-1191 : Martin de Furmendi
- 1191-1212 : Jourdain
- 1212-1218 : Radulphe sau Raoul des Îles
- 1218-1223 : Thomas des Chambres
- 1225-1236 : Raoul de Villedieu
- 1236-1264 : Richard Turstin
- 1264-1271 : Nicolas Alexandre
- 1271-1279 : Nicolas Famigot
- 1279-1298 : Jean Le Faë
- 1299-1314 : Guillaume du Château
- 1314-1334 : Jean de la Porte
- 1334-1362 : Nicolas le Vitrier
- 1363-1386 : Geoffroy de Servon
- 1386-1410 : Pierre le Roy
- 1410-1444 : Robert Jolivet
- 1444-1483 : Guillaume d'Estouteville
- 1483-1499 : André Laure
- 1499-1510 : Guillaume de Lamps
- 1510-1513 : Guérin Laure
- 1515-1523 : Jean de Lamps
- 1524-1543 : Jean le Veneur
- 1543-1558 : Jacques d'Annebault
- 1558-1570 : François Le Roux d'Anort
- 1570-1587 : Arthur de Cossé-Brissac
- 1588-1615 : François de Joyeuse
- 1615-1641 : Henri de Lorraine, duca di Guise
- 1641-1643 : Ruzé d'Effiat
- 1644-1670 : Jacques de Souvré
- 1670-1703 : Étienne Texier d'Hautefeuille
- 1703-1718 : Karq de Bebambourg
- 1721-1766 : Charles Maurice de Broglie
- 1766-1769 : Étienne-Charles de Loménie de Brienne
- 1788-1791 : Louis-Joseph de Montmorency-Laval

## Festival
- Festivalul «Entre ciel et mer»[19] a avut loc în perioada 17 - 27 iulie 2008, în cadrul sărbătoririi a 1300 de ani de la clădirea de către episcopul de Avranches, Aubert, a primei biserici pe Munte, în anul 709. Festivitățile au început la 1 mai 2008[20] și au durat doi ani.

În zilele festivalului, au avut loc concerte, spectacole de stradă sau de teatru, expoziții, conferințe. În noaptea de 19 spre 20 iulie 2008, a avut loc o legătură televizată între participanții la festival și cei care au vegheat, în jurul Papei, în timpul Zilelor Mondiale ale Tineretului, care s-au întâmplat la Sydney, în Australia.

## Specialități culinare

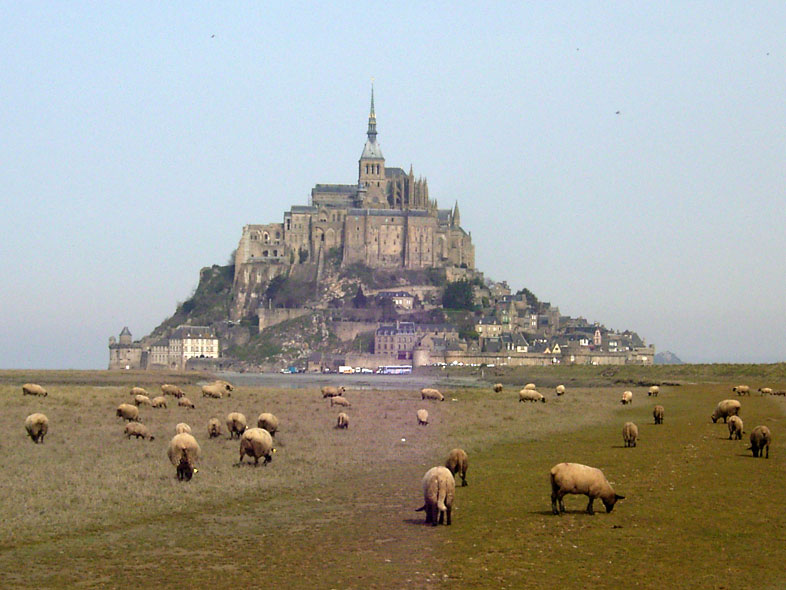
Oi de pajiști sărate, în preajma Muntelui Saint-Michel

- Mielul de pajiște sărată este puiul unei oi din rasa de Hague (numită și Roussin sau Suffolk) care pășunează pe pajiștile cu vegetație bogată în iod și în sare, întrucât este în mod periodic acoperită de apele coastei Mării Mânecii, îndeosebi în golful Mont Saint-Michel. Datorită vegetației halofite păscute, carnea mielului de pajiște sărată primește o savoare inimitabilă și de aceea este foarte căutată de cunoscătorii fini ai bucătăriei, deși este foarte greu de procurat, întrucât toată producția este practic folosită în regiunea de producție.

Mont Saint-Michel este situat la vărsarea râului Couesnon, graniță naturală între Normandia și Bretania. Amenajările de diguri au permis avansarea, în detrimentul mării, a terenurilor consacrate agriculturii și creșterii animalelor, între care ovine, cunoscute sub numele de oi de pajiști sărate. Mielul de pajiști sărate este o specialitate culinară locală, care se pretează să fie pregătită, la grătar, cu foc de lemne.

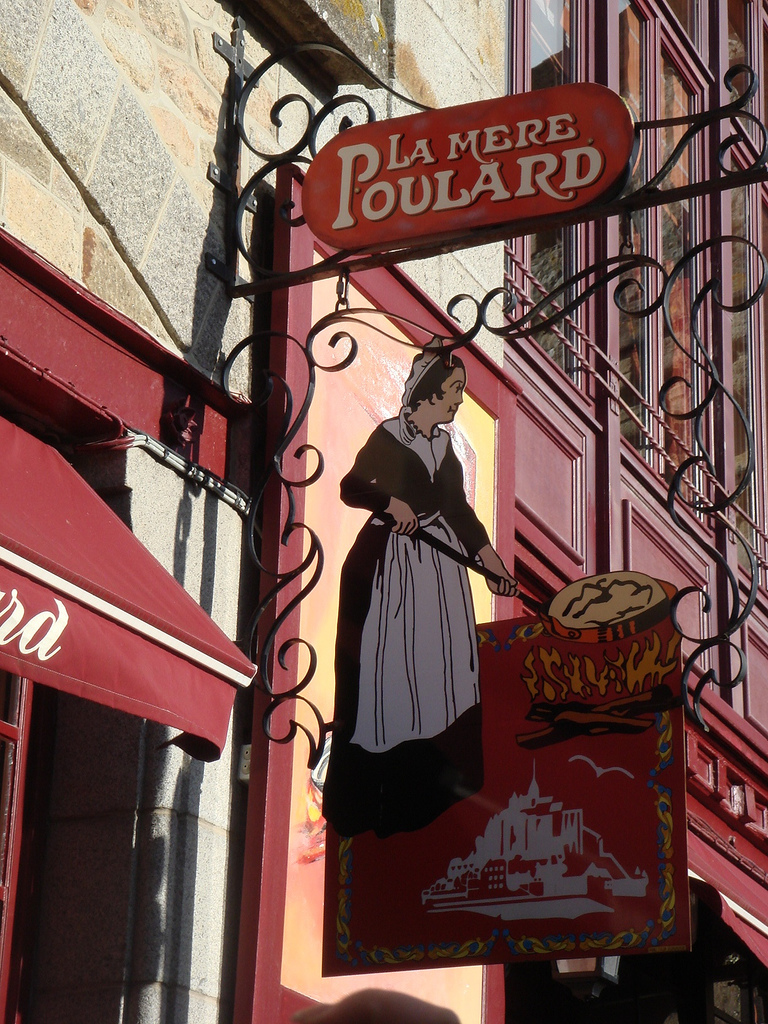
Restaurantul La Mère Poulard

- Omleta mamei Poulard (de la numele restaurantului situat în sat, celebru prin această specialitate culinară) este făcută din ouă și smântână, bătute îndelung în castroane mari de cupru cu un tel lung și într-un ritm special, care poate fi auzit de trecători, înainte de a fi prăjită într-o tigaie, tot de cupru, pe un foc de lemne. Rețeta exactă este păstrată și nu este divulgată, sub niciun chip.

Mama Poulard a dezvoltat această rețetă când a remarcat că pelerinii soseau flămânzi la Mont Saint-Michel. Îi trebuia, prin urmare, un fel de mâncare ușor și repede de pregătit, la orice oră. Și astăzi chiar, pot fi văzute și auzite ouăle bătându-se, în ritm, cu un tel lung, într-un vas mare de cupru.
Când restauratorul parizian, Robert Viel, i-a scris mamei Poulard, pentru a-i cere rețeta, aceasta i-a trimis următorul răspuns:
„Domnule Viel,
Iată rețeta omletei: sparg niște ouă mari într-un castron, le bat bine, pun o bucată bună de unt într-o tigaie, arunc în tigaie ouăle și amestec în mod constant. Sunt fericită, Domnule, dacă această rețetă vă face plăcere.
Annette Poulard”

## Etape de dezvoltare aMont Saint-Michel

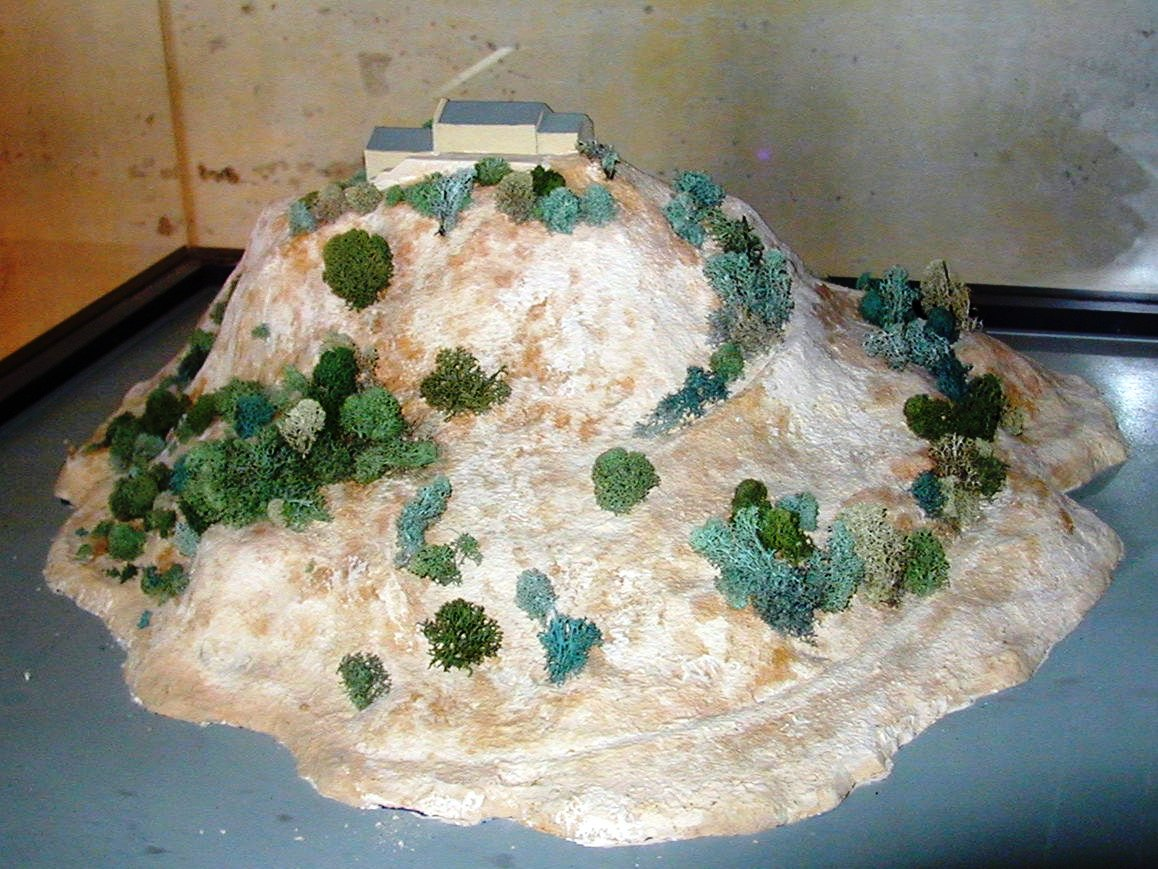
Secolul al X-lea
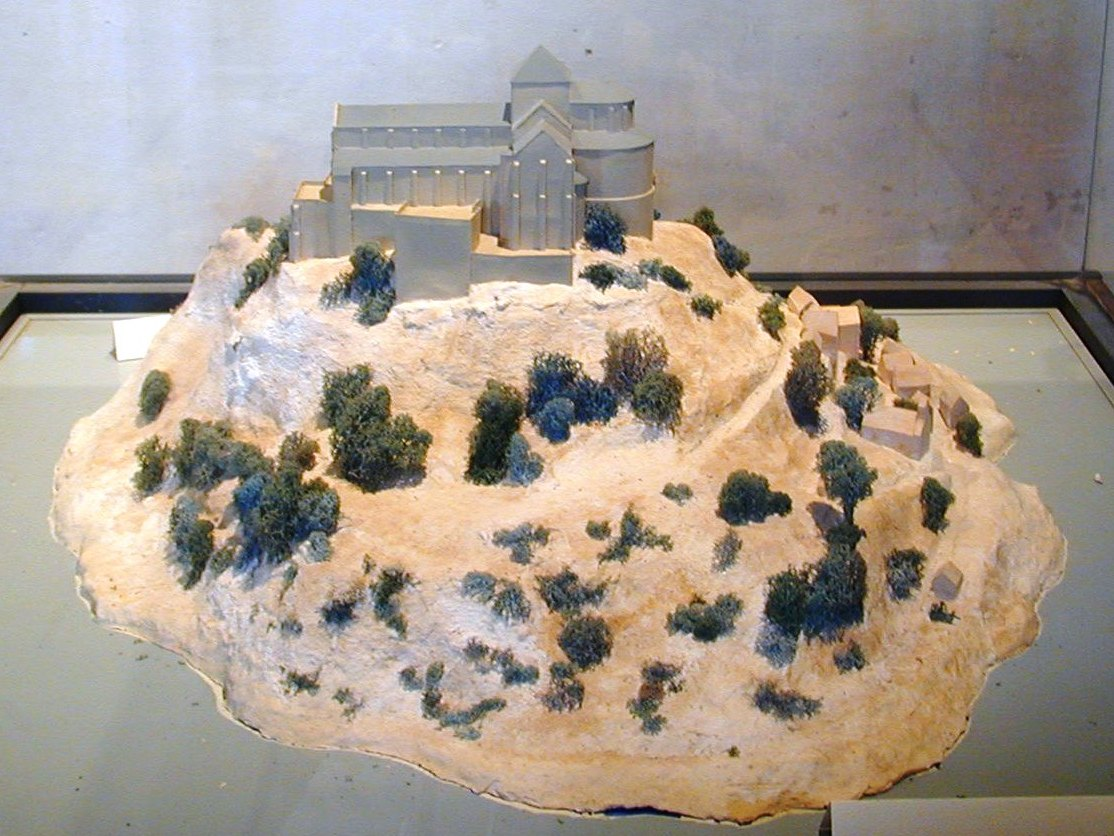
Din secolul al XI-lea în secolul al XII-lea
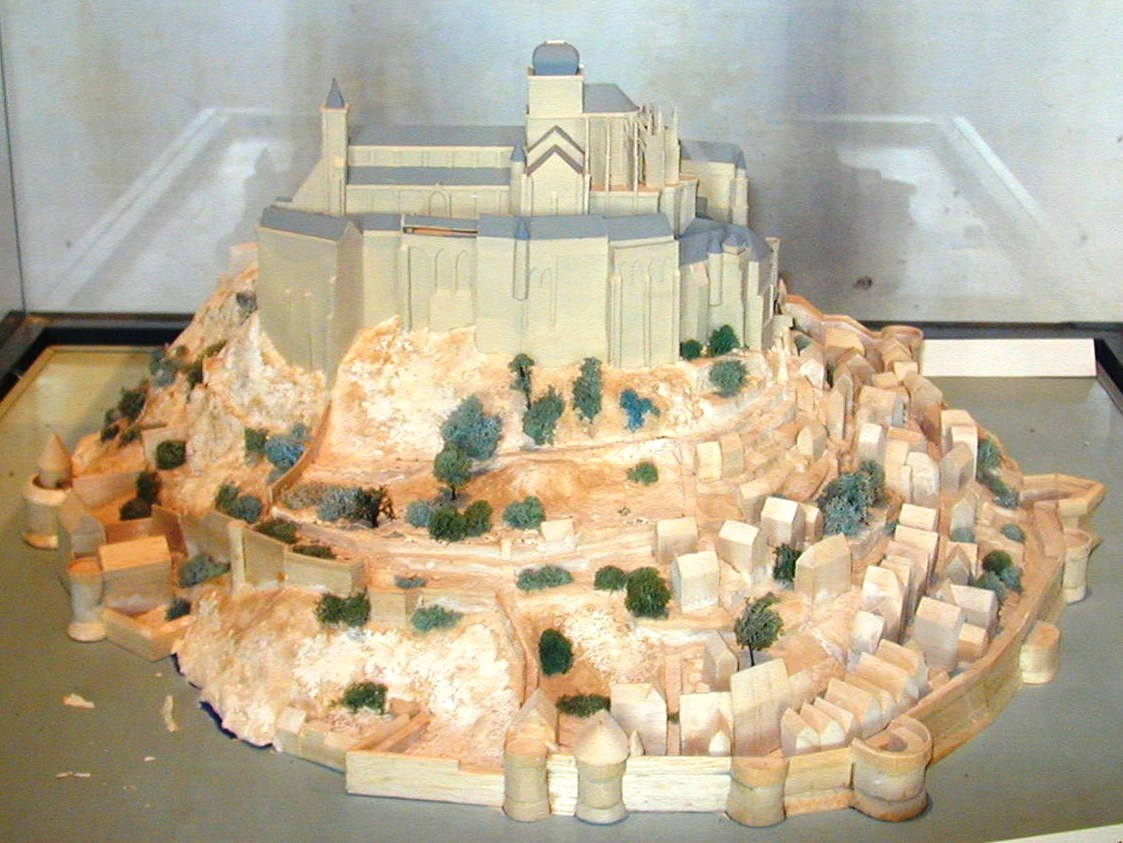
Din secolul al XVII-lea în secolul al XVIII-lea
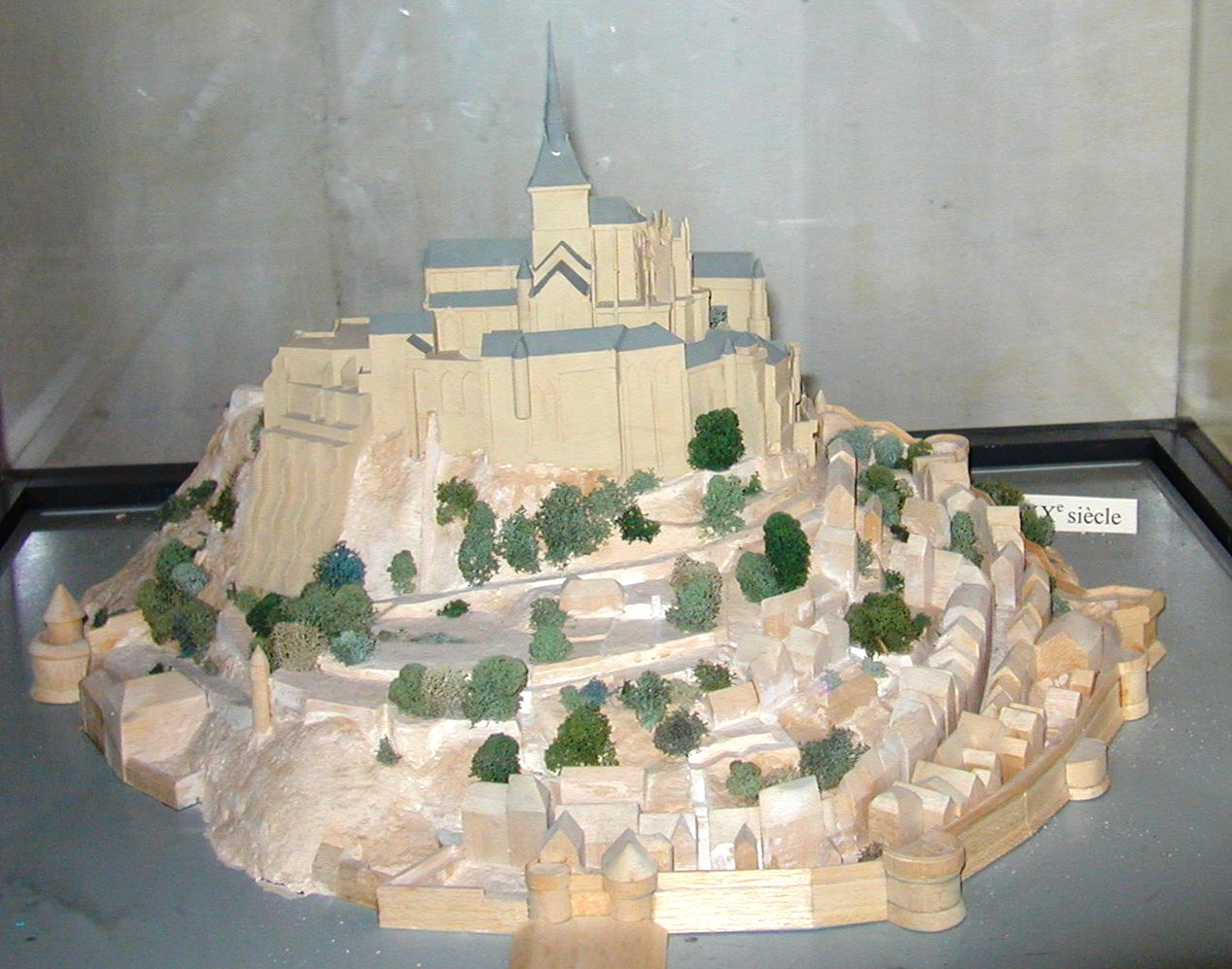
Secolul al XX-lea

## Galerie de imagini

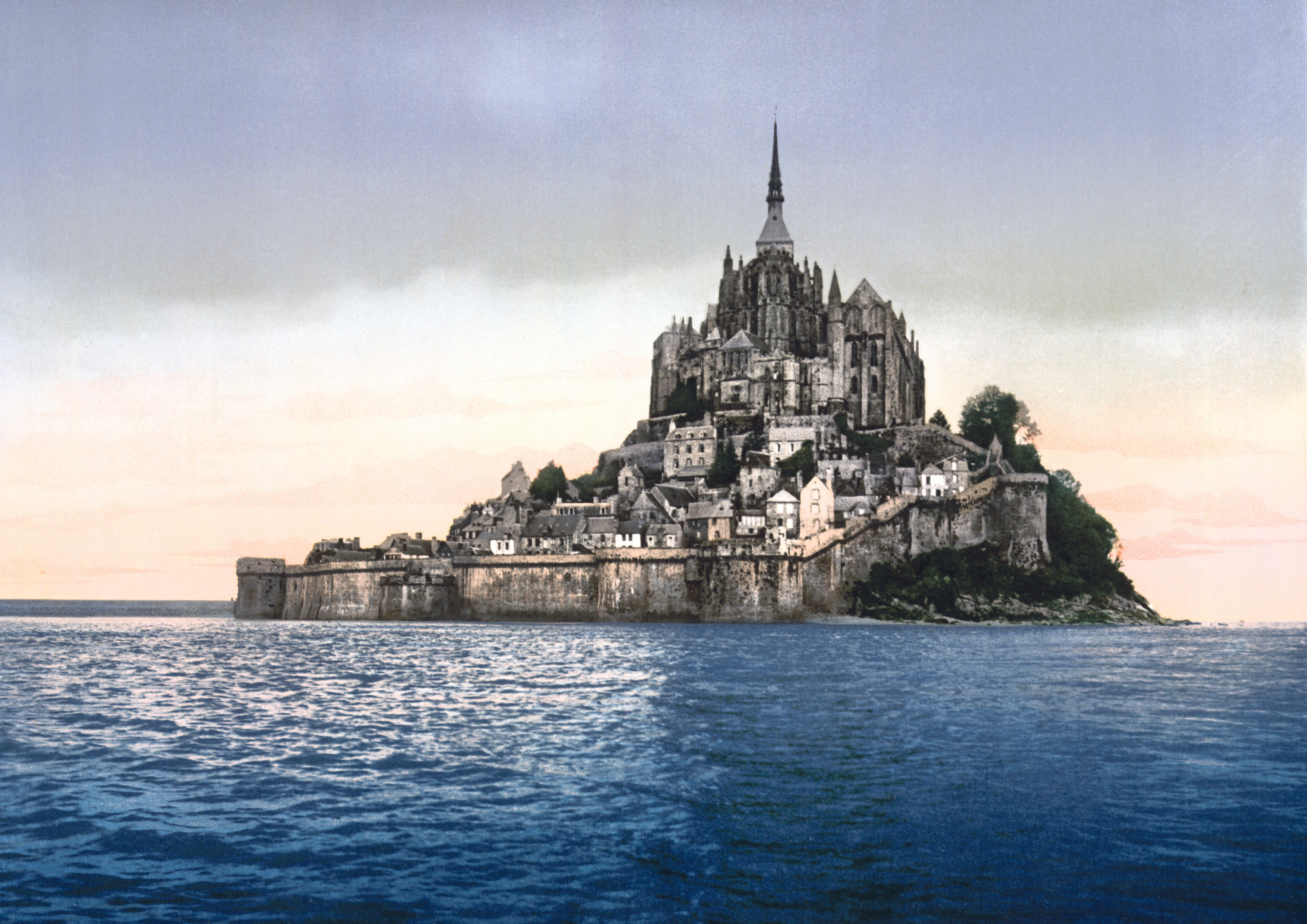
Mont Saint-Michel, prin anul 1900
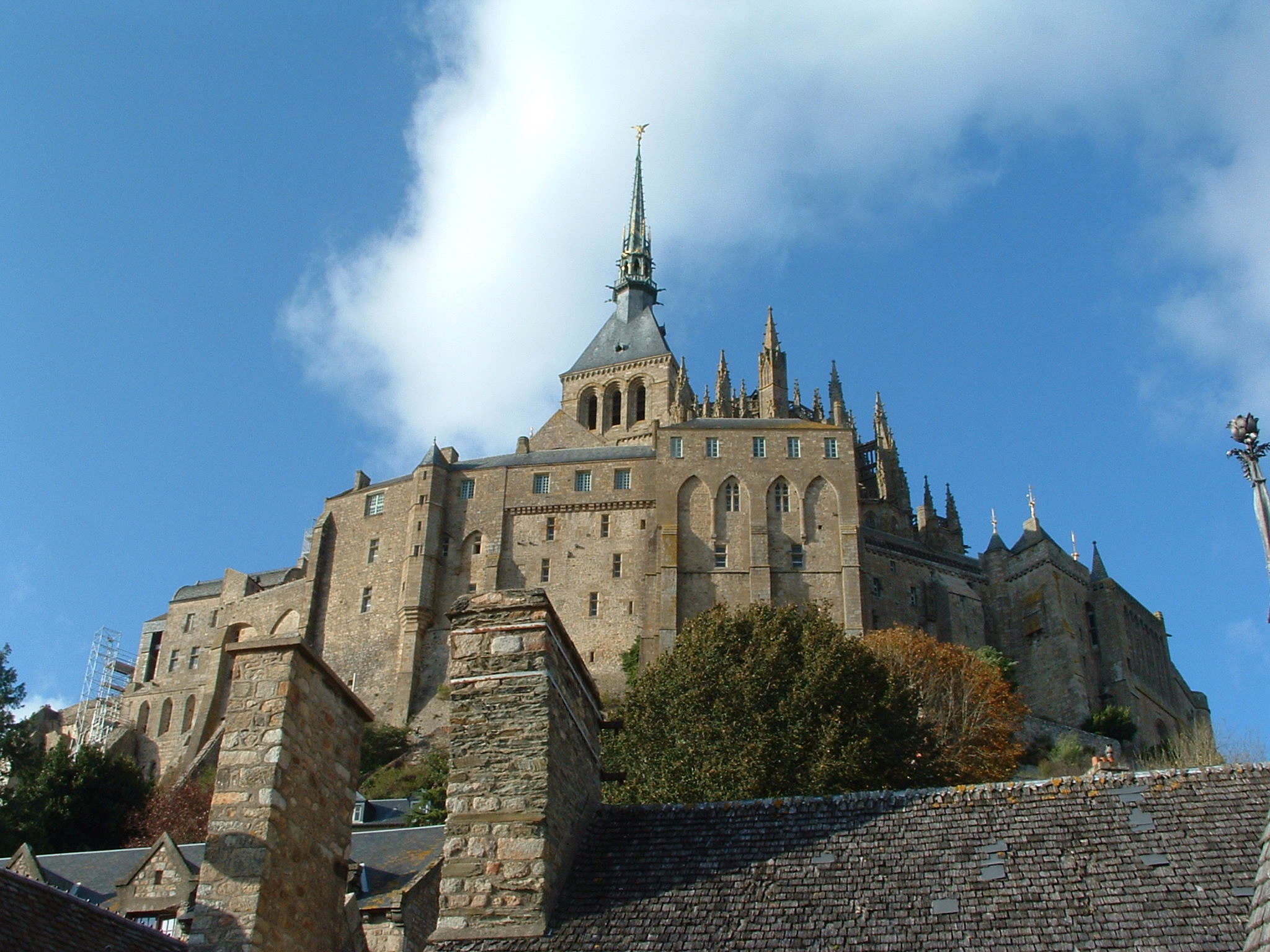
Mont Saint-Michel
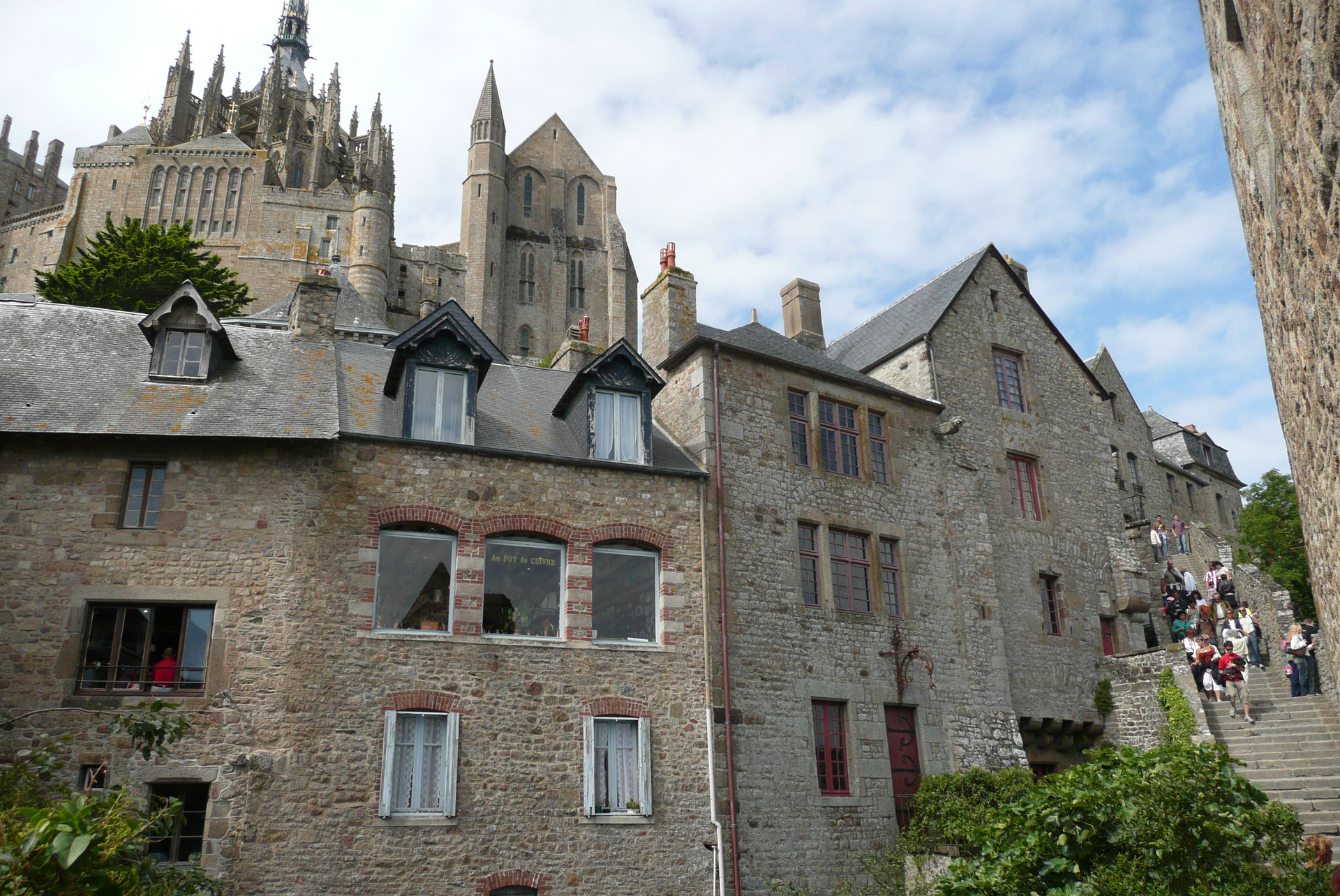
Mont Saint-Michel
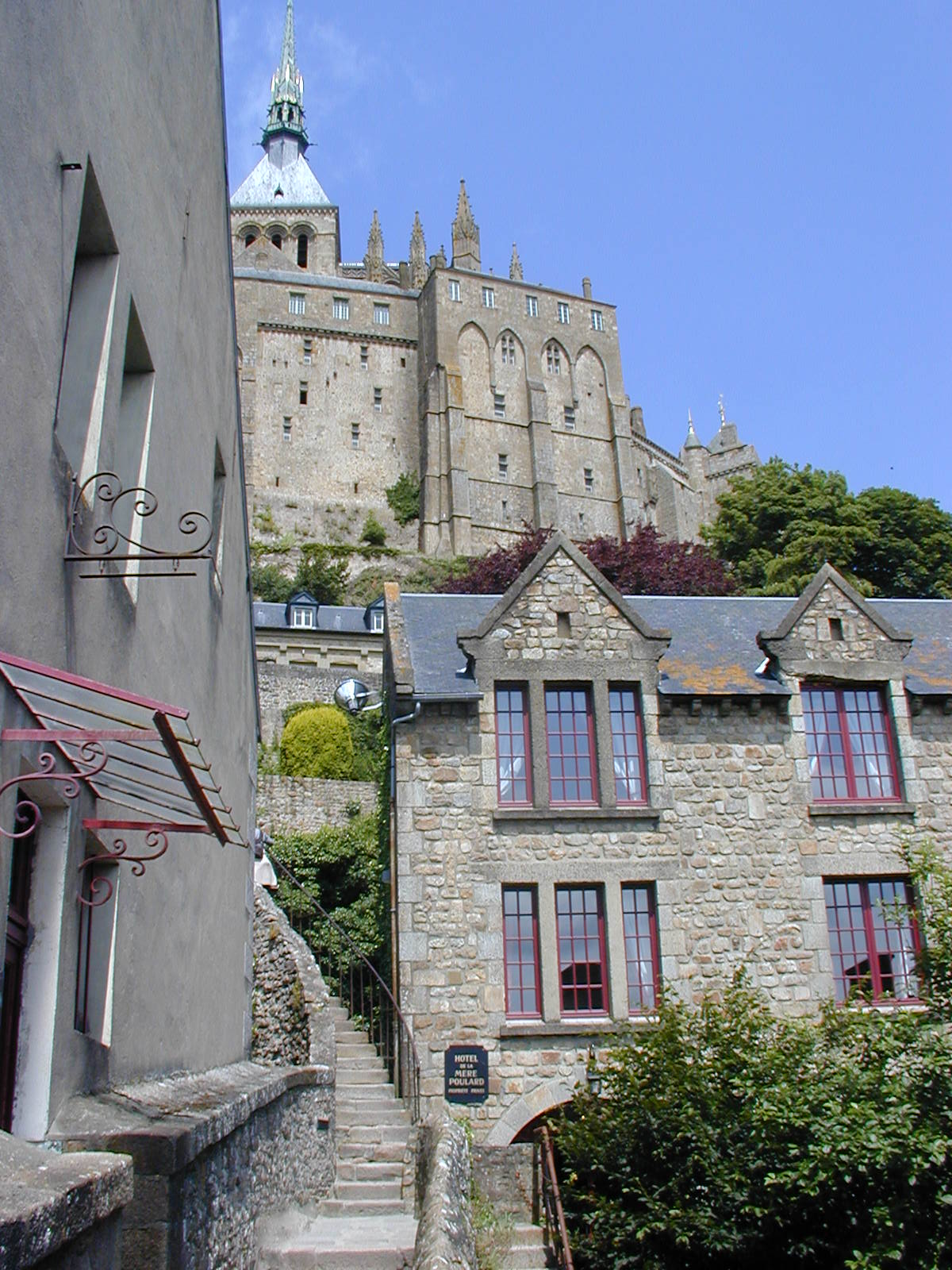
Stradă din Mont Saint-Michel
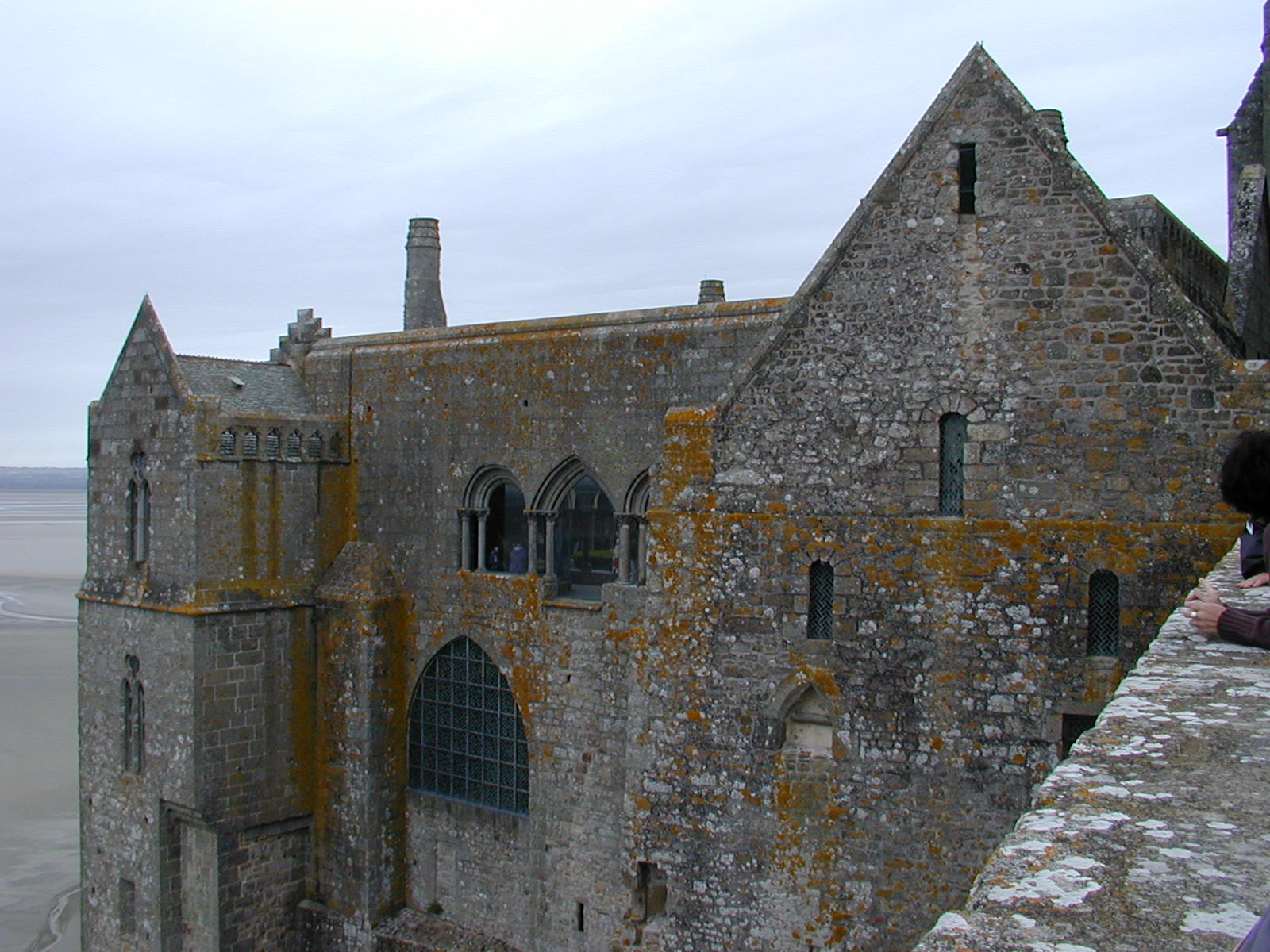
Mont Saint-Michel
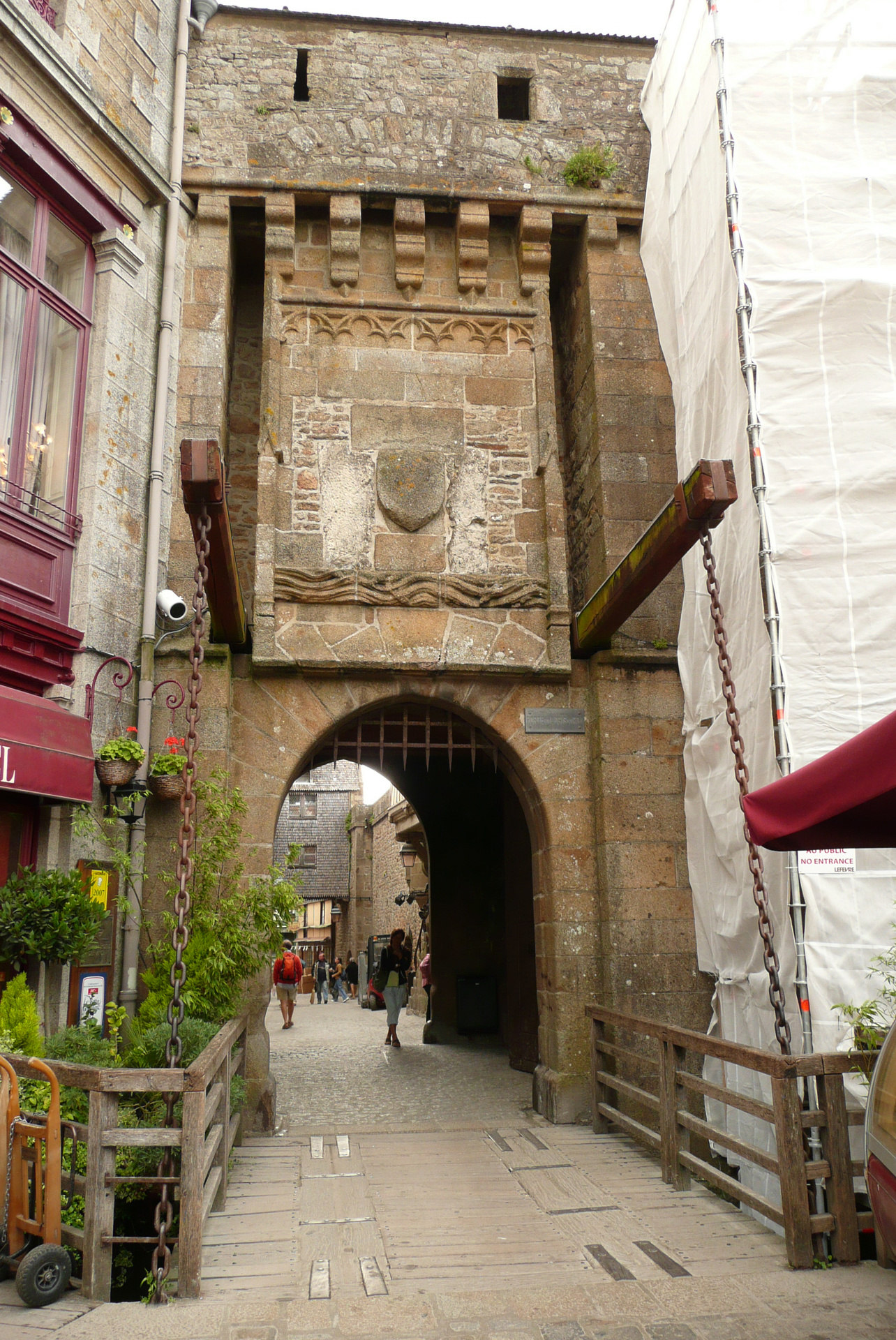
Stradă și pod rabatabil în Mont Saint-Michel
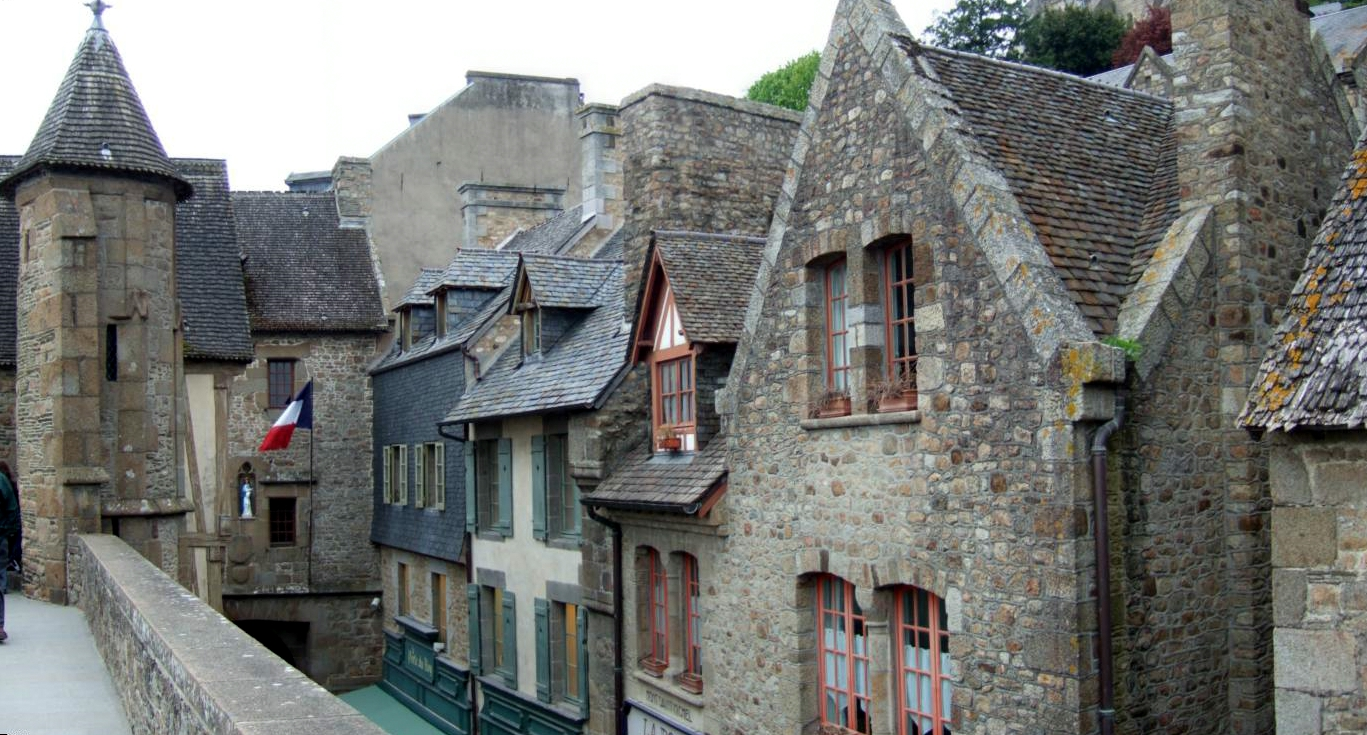
Imagine din sat
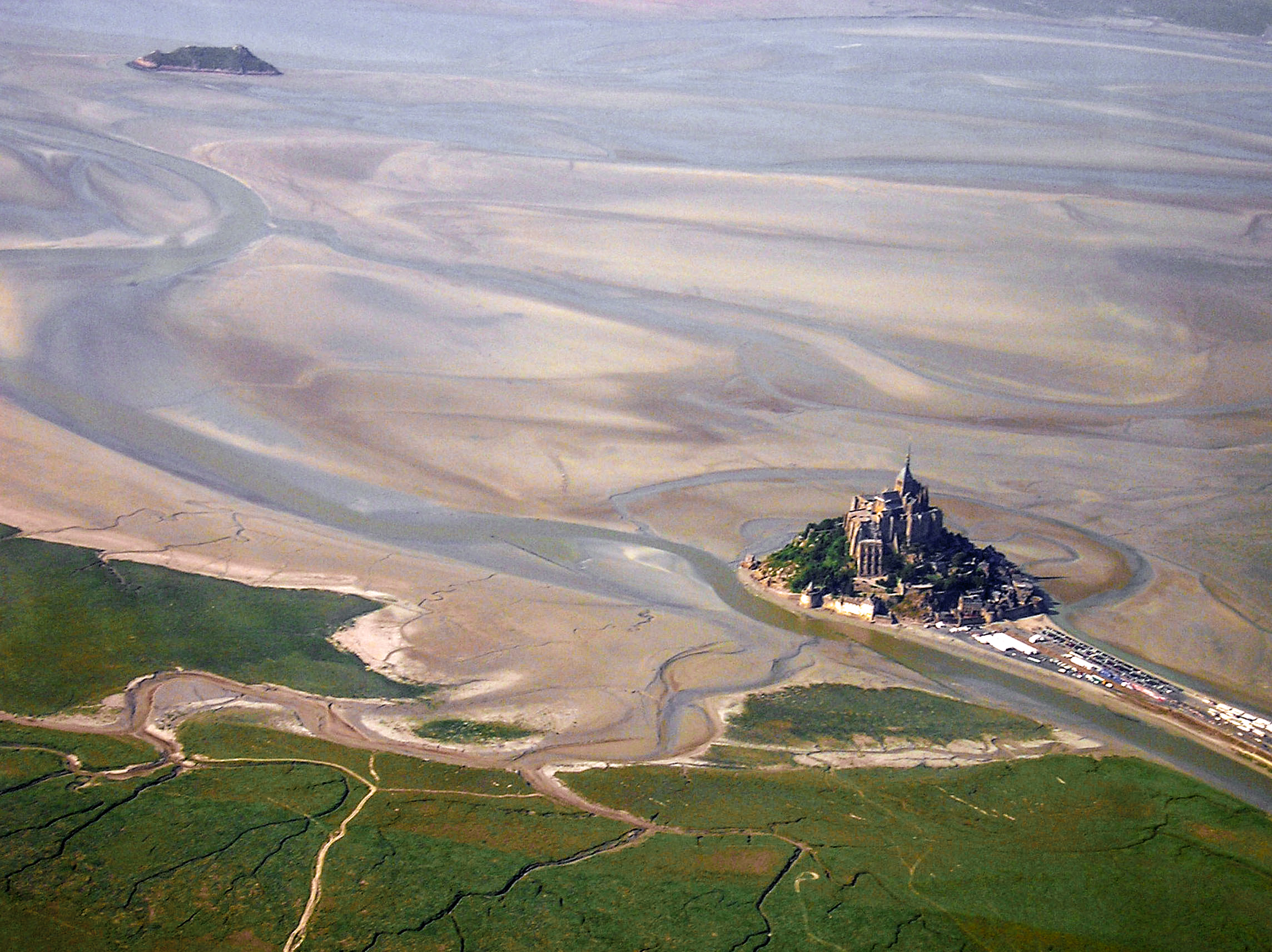
Vedere aeriană a Mont Saint-Michel
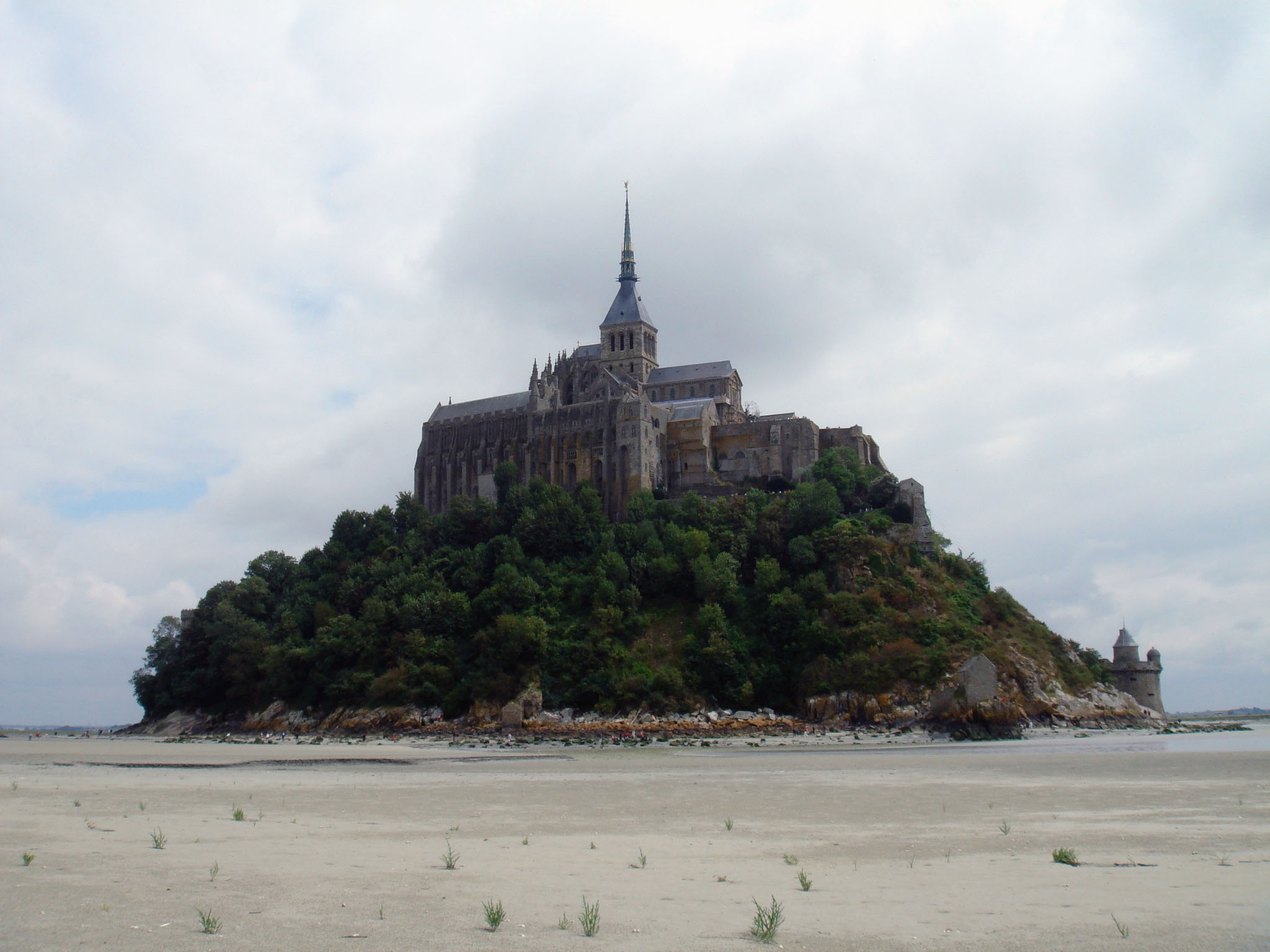
Fața ascunsă, dinspre golf, a Mont Saint-Michel
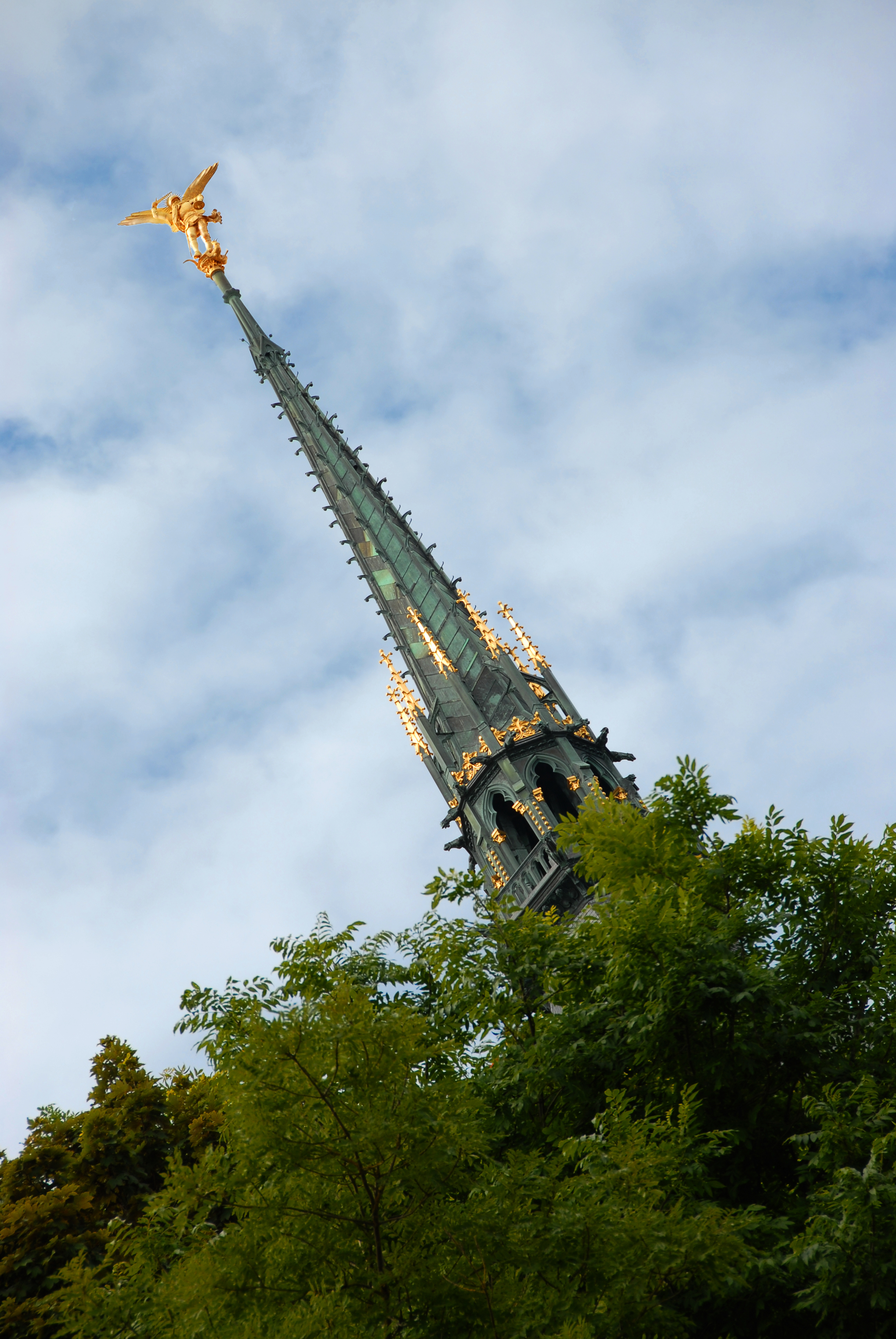
Statuia aurită a Sf. Arhanghel Mihail
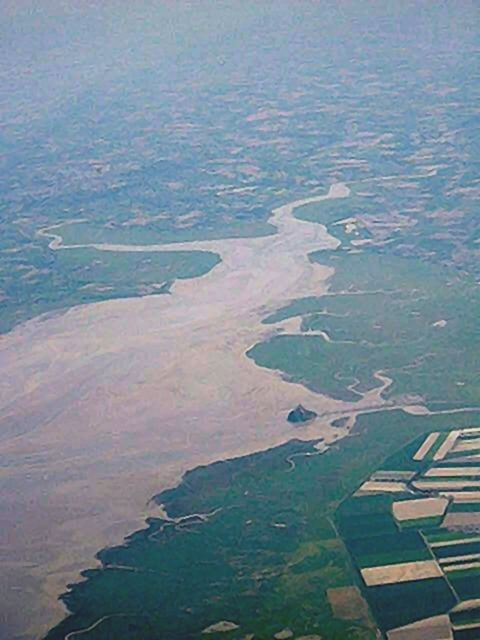
Vedere aeriană spre Avranches și spre Mont Saint-Michel

### Articole conexe
- Arhanghelul Mihail
- Sfântul Aubert
- Locuri din patrimoniul mondial
- William Cuceritorul
- Cântecul lui Roland
- Maree